# Geolov
Geolov (angleško geocaching, izg. džio-kešing ali poslovenjeno geo-kešing) je prostočasna aktivnost, ki izvira iz ZDA, vendar ne pozna meja in je zelo razširjena po celem svetu.
Pri geolovu udeleženci postavljajo in s pomočjo GPS naprave na terenu iščejo t. i. geotočke (angleško geocache, izg. džio-kaše) oz. "zaklade", kot se imenujejo v slovenskem geolovskem žargonu. V Sloveniji se je aktivnost prvič pojavila v letu 2001, število udeležencev pa se vsako leto povečuje. Aktivnost je brezplačna in se ji lahko pridruži vsakdo, ki ima primeren GPS sprejemnik. 
Geotočke oz "zakladi" so sestavljeni iz škatle in vpisnega dnevnika, v nekaterih zakladih pa je tudi vsebina za menjavo. Lega geotočk je v obliki koordinat (zemljepisna širina in zemljepisna dolžina), objavljena na svetovnem spletu. Lov poteka tako, da si geosledci ali geoiskalci koordinate vnesejo v svoj GPS sprejemnik, nato pa se odpravijo na teren, kjer geotočko (zaklad) tudi poiščejo. Geotočka se šteje kot najdena takrat, ko se iskalec vpiše v vpisni dnevnik, po najdbi pa škatlo z zakladom vrnejo na mesto kjer so jo našli, da je na voljo tudi iskalcem, ki prihajajo za njimi. Najditelj svojo najdbo zabeležijo tudi na spletni strani, kjer so dobili podatke o zakladu. 
Najbolj razširjena spletna stran iskalcev zakladov je geocaching.com, na kateri je bilo sredi leta 2014, v Sloveniji objavljenih več kot 3500 zakladov, skupno število geotočk skritih po svetu, pa je preseglo dva milijona in pol.